# Волейбол на Южноазиатских играх
Волейбольные турниры Южноазиатских игр — соревнования для национальных сборных команд стран макрорегиона Южная Азия, проводимые в рамках Южноазиатских игр. 
Первые Южноазиатские федеративные игры прошли в 1984 году. Периодичность проведения неоднократно менялась. Мужской волейбол включён в программу соревнований в 1987 году (III игры). Женский дебютировал на V играх в 1991 году. С момента дебюта мужской волейбол неизменно присутствует в программах игр, женский — кроме 2004 и 2010. С 2006 Игры изменили название на Южноазиатские.
Наибольшее количество раз в волейбольных турнирах Южноазиатских игр побеждали сборные Индии (9 раз у мужчин и 6 — у женщин). Дважды в турнире мужских сборных побеждал Пакистан, один раз у женщин — Шри-Ланка.

## Призёры

### Мужчины
| Год  | Место проведения     | Золото   | Серебро   | Бронза    |
| ---- | -------------------- | -------- | --------- | --------- |
| 1987 | Калькутта (Индия)    | Индия    | Пакистан  | ?         |
| 1989 | Исламабад (Пакистан) | Пакистан | Индия     | ?         |
| 1991 | Коломбо (Шри-Ланка)  | Индия    | Пакистан  | Бангладеш |
| 1993 | Дакка (Бангладеш)    | Пакистан | Индия     | ?         |
| 1995 | Мадрас (Индия)       | Индия    | Пакистан  | ?         |
| 1999 | Катманду (Непал)     | Индия    | Пакистан  | Непал     |
| 2004 | Исламабад (Пакистан) | Индия    | Пакистан  | Шри-Ланка |
| 2006 | Коломбо (Шри-Ланка)  | Индия    | Шри-Ланка | Пакистан  |
| 2010 | Дакка (Бангладеш)    | Индия    | Пакистан  | Шри-Ланка |
| 2016 | Гувахати (Индия)     | Индия    | Шри-Ланка | Пакистан  |
| 2019 | Катманду (Непал)     | Индия    | Пакистан  | Шри-Ланка |

### Женщины
| Год  | Место проведения     | Золото                                                | Серебро                                               | Бронза                                                |
| ---- | -------------------- | ----------------------------------------------------- | ----------------------------------------------------- | ----------------------------------------------------- |
| 1991 | Коломбо (Шри-Ланка)  | Шри-Ланка                                             | Индия                                                 | Бангладеш                                             |
| 1993 | Дакка (Бангладеш)    | Индия                                                 | Шри-Ланка                                             | Бангладеш                                             |
| 1995 | Мадрас (Индия)       | Индия                                                 | Шри-Ланка                                             | Пакистан                                              |
| 1999 | Катманду (Непал)     | Индия                                                 | Шри-Ланка                                             | Непал                                                 |
| 2004 | Исламабад (Пакистан) | соревнования по волейболу среди женщин не проводились | соревнования по волейболу среди женщин не проводились | соревнования по волейболу среди женщин не проводились |
| 2006 | Коломбо (Шри-Ланка)  | Индия                                                 | Шри-Ланка                                             | Непал                                                 |
| 2010 | Дакка (Бангладеш)    | соревнования по волейболу среди женщин не проводились | соревнования по волейболу среди женщин не проводились | соревнования по волейболу среди женщин не проводились |
| 2016 | Гувахати (Индия)     | Индия                                                 | Шри-Ланка                                             | Непал                                                 |
| 2019 | Катманду (Непал)     | Индия                                                 | Непал                                                 | Шри-Ланка                                             |

## Регламент
Волейбольные турниры на Южноазиатских играх 2019 прошли с 27 ноября по 3 декабря в Катманду (Непал). В мужском волейбольном турнире приняли участие 6 сборных. Соревнования состояли из предварительного этапа (2 группы) и плей-офф (полуфиналы и финалы за 3-е и 1-е места). Чемпионский титул выиграла Индия, победившая в финале Пакистан 3:1. В матче за 3-е место Шри-Ланка обыграла Бангладеш 3:1. 5—6-е места разделили Непал и Мальдивская Республика.
В женском турнире приняли участие 5 сборных, игравших по такой же системе, что и мужские команды. Чемпионский титул выиграла Индия, победившая в финале Непал 3:2. В матче за 3-е место Шри-Ланка выиграла у Мальдивской Республики 3:0. 5-е место заняла Бангладеш.